# Poddymin
Poddymin (też Barnimowo, do 1945 niem. Eichfeuer) – osada śródleśna (wieś) w Polsce położona w województwie zachodniopomorskim, w powiecie polickim, w gminie Police na obszarze Puszczy Wkrzańskiej.

## Historia
Początki osady sięgają roku 1816, gdy powstała tu smolarnia. Obok z czasem powstał majątek rolny podległy zarządcy w Stolcu. Zlokalizowano tu również leśniczówkę. Do 1939 osadę zamieszkiwało 9 osób.
W czasie II wojny światowej wieś nie została zniszczona. 27 kwietnia 1945 do osady wkroczyły wojska radzieckie (2 Front Białoruski - 2 Armia Uderzeniowa) a administracja polska przejęła ją 4 października tego samego roku; z czasem przybyli też pierwsi polscy osadnicy.
Po 1945 wieś stała się osadą leśników a w 1989 ponownie leśniczówką. Do 2000 osadę zamieszkiwało 19 osób.

### Przynależność polityczno-administracyjna
- 1815–1866: Związek Niemiecki, Królestwo Prus, prowincja Pomorze
- 1866–1871: Związek Północnoniemiecki, Królestwo Prus, prowincja Pomorze
- 1871–1918: Cesarstwo Niemieckie, Królestwo Prus, prowincja Pomorze
- 1919–1933: Rzesza Niemiecka (Republika Weimarska), kraj związkowy Prusy, prowincja Pomorze
- 1933–1945: III Rzesza, prowincja Pomorze
- 1945–1952: Rzeczpospolita Polska (Polska Ludowa), województwo szczecińskie
- 1952–1975: Polska Rzeczpospolita Ludowa, województwo szczecińskie
- 1975 - 1989: Polska Rzeczpospolita Ludowa, województwo szczecińskie
- 1989 - 1998: Rzeczpospolita Polska, województwo szczecińskie
- 1999 - teraz: Rzeczpospolita Polska, województwo zachodniopomorskie, powiat policki, gmina Police